# Niger vasúti közlekedése
Nigerben nincs vasúti forgalom. Az ország két vasútvonalat szeretne üzemeltetni, az egyik Benint fogja összekapcsolni Nigerrel, a második Burkina Fasón keresztül Elefántcsontpartba vezet. A vasútvonalak különböző építési készültségben állnak. A Niamey-től Dossóig tartó 143 km hosszú első szakaszon, amely 2016-ban nyílt meg, továbbra sincs rendszeres forgalom. 2015 végén leállították az építkezést Beninben is, így ez a kapcsolat sem tud a közeljövőben megnyílni.

## Története
A huszadik század elején már léteztek Nigerben vasútépítési tervek. Az Abidjan-Niger vasútvonal, amely összeköti Abidjanot Ouagadougouval, építési munkái 1903-ban kezdődtek. Az építkezés azonban 500 km-re megállt a nigeri határ előtt. 1910-ben megkezdték a vasútvonal építését Beninben, a Benin-öbölben fekvő Cotonou-tól Parakouig. A nigeri határ előtt azonban ez is véget ért.

## Tervezés és építés
A tervek szerint építeni fognak egy folyamatos vasúti összeköttetést Cotonoun keresztül Niamey és Ouagadougou felé, hogy elérjék Abidjant az Atlanti-óceán partján. A nyomtávolságot 1000 mm-ben állapították meg, hogy kapcsolódhasson a szomszédos országok vasúthálózatához.
Az első nigeri vasútállomást Niameyben, az ország fővárosában építették, amely kezdetben nem csatlakozott a vasúthálózathoz. 2014. április 7-én nyílt meg. Az 500 méteres szakasz megnyitó ünnepségén három afrikai ország elnöke is részt vett: Benin elnöke, Yayi Boni, Togo elnöke, Faure Gnassingbé és Niger elnöke, Mahamadou Issoufou. A beszédek egy történelmi pillanatról és egy álom megvalósulásának kezdetéről szóltak, amely szerint Niger vasúttal kapcsolódik a tengerhez. A Bolloré cég vezérigazgatója, amely létrehozta az első szakaszokat, fontos pillanatról beszélt az ország polgárai számára. A jövőben a vasút az áruk importálását és exportálását, valamint könnyebb utazást jelent az országnak.
Issoufou elnök 2016. január 29-én nyitotta meg a vasutat Niamey és Dosso között. Ezen túlmenően egy, az Abidjan–Niger vasútvonal utáni vasútvonalat terveznek a Burkina Fasoban található Kaya városáig.

## Járművek
2014 és 2015 között a Bolloré vállalat SIG EW I. sorozatú használt méteres nyomtávolságú személykocsikat vásárolt a svájci Zentralbahntól, amelyeket eredetileg a Brünigbahn nevű vasútvonalhoz gyártottak. 2015 márciusában kiadott Bolloré promóciós videó bemutatta a tervezett vasúti összeköttetést és járatot. A Blueline Niger márkanevet kapó vonat két személykocsiból állt, melyet egy dízelmozdony húzott. Bolloré a teljes projektet Blue Line néven is említette, és 2015 végére a Cotonou és Pahou közötti utasforgalom megnyitását tervezték. Szintén Beninben jelentették be a korábbi Zentralbahn személykocsikat is.

## Az építkezés befejezése Beninben
2015-ben a felek megállapodást írtak alá Benin és Niamey közötti szakasz megépítéséről. A csatlakozó útvonalak építése és helyreállítása azonban Beninben hamarosan megállt, mivel a fővállalkozóval kapcsolatban viták merültek fel. Niger határozottan elmaradt francia partnerétől, Bolloré-tól, míg Beninben a Petrolin cég állítása szerint ő volt az egyetlen ajánlattevő, és bírósághoz fordult. A 2015. november 19-i bírósági határozat után Bollorénak le kellett állítania minden munkáját Beninben. Kétséges azonban, hogy a Petrolin rendelkezik-e kellő know-how-val és rendelkezik-e tartalommal egy ilyen projekt megvalósításához. Kompromisszumként Benin közös vállalkozással rendelkezik a két társaság vagy a China Railway Construction Corporation (CRCC) között.
A Benini Legfelsőbb Bíróság 2017. szeptember 29-én elutasította Bolloré fellebbezését. Miközben Benin ismét javaslatot tett a CRCC-nek, Niger ragaszkodott a Bolloréhoz. A Bolloré a Benini vasúttársaság, a Bénirail legnagyobb részvényese, amelyben mindkét ország 10% -os részesedéssel rendelkezik.

## Vasúti kapcsolata más országokkal
Nigernek semelyik szomszédos országgal nincs vasúti kapcsolata.